# 에스콰이어 (칭호)

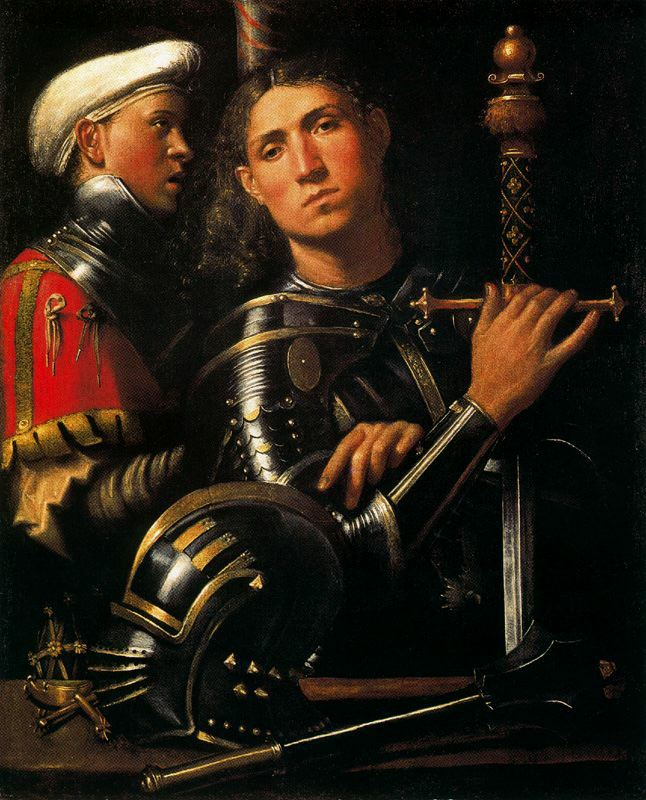

향사(鄕士, esquire 에스콰이어[*], squire 스콰이어[*])는 중세 유럽에서는 견습 단계의 기사를 의미했지만, 이후에는 젠트리의 한 계급, 나아가서는 남자의 경칭으로 사용되게 되었다.

## 개요

### 견습기사
기사의 전 단계로 먼저 페이지(page)로 궁정이나 귀족의 저택에서 일을 한 후 14세 정도에 견습기사가 되는데, 이를 종자(從者)라고도 한다. 한 사람의 기사를 주인으로 모시며, 신변 처리에서 전장의 갑옷의 운반, 무기 수리 및 전투 때 주인에게 갑옷을 입혀주며 혼자 지냈다.
이 견습기사 일을 몇 년을 계속한 후 17세에서 20세 전후에서 한 사람의 기사로 인정, 임관을 받았다. 임관은 주인의 궁정과 저택에서 많은 사람들이 지켜보는 가운데 화려하게 이루어지는 경우가 많았지만, 전장에서 임관하는 사람도 있었다.
견습기사는 박차를 평상시 착용하고 있지만, 기사에 서임되면, 박차를 금 또는 금도금된 것으로 바꾸었다. 에스콰이어는 원래 이런 기사를 목표로 하는 귀족 소년 또는 청년을 일컫는 말이었다.

### 향사
시대가 바뀌면서, 에스콰이어는 귀족으로서의 신분은 가지지 않아도, 영지를 가지고 있거나, 하원 후보 및 투표 자격이 있는 젠트리 계층의 한 계급을 가리키는 말이 되었다.

## 경칭
에스콰이어는 남성의 이름에 붙이는 경칭으로 사용된다. 이름 다음에는 쉼표를 삽입 걸로 계속한다. 공문서가 아닌, 편지의 수신인 등은 Esq. 또는 Esqr. 로 축약된다. 예를 들어, John Smith, Esq.처럼 사용하며, Esq.를 사용하는 경우, 이름 앞에 호칭은 사용하지 않는다. 미국에서 일반적으로 법조계의 인물, 즉 변호사 · 판사 · 검사 등에 대해 사용된다.